# Guerre dissymétrique
 (mars 2009).
Si vous disposez d'ouvrages ou d'articles de référence ou si vous connaissez des sites web de qualité traitant du thème abordé ici, merci de compléter l'article en donnant les références utiles à sa vérifiabilité et en les liant à la section « Notes et références ».
Une guerre dissymétrique est celle du faible au fort dans le cadre d'une guerre régulière avec des cibles militaires. 
Par proximité des adjectifs qualificatifs, il y a souvent confusion entre « guerre dissymétrique » qui est une guerre régulière avec « guerre asymétrique » irrégulière dont la cible est l'autorité contestée avec sa police et son armée. C'est l'arme de ceux qui se trouvent momentanément plus faibles.

## L'exemple de la guerre d'Indochine
L'exemple illustratif contemporain sont les Guerres d'Indochine livrées par un peuple de paysans pour son indépendance (Première Guerre d'Indochine (1945-1954)) contre une armée moderne avec des armes modernes, et pour son unité (Deuxième Guerre d'Indochine (1955-1975)).
La plupart des conflits modernes sont d'ailleurs dissymétriques.
Les conflits modernes opposant principalement des forces modernes, entrainées et puissantes (France, États-Unis, Royaume-Uni...) contre des forces qui, même si elles sont conventionnelles, sont beaucoup moins puissantes.